# Masters of Horror
Masters of Horror è una serie televisiva statunitense-canadese creata dal regista Mick Garris per l'emittente via cavo negli Stati Uniti Showtime. Lo show seguiva una programmazione antologica, formata da diversi episodi costituiti da mini-film ognuno della durata di circa un'ora, diretti da registi molto conosciuti e apprezzati, nonché esperti nel genere horror. Poiché lo show veniva trasmesso su un canale via cavo esclusivo, era spesso caratterizzato da estremi livelli di violenza, nudità e profanità rispetto alla solita norma degli show televisivi.

## Origini
Nel 2002 il regista Mick Garris invitò alcuni registi suoi amici ad una cena informale presso un ristorante a Sherman Oaks, California. I dieci "maestri" originali presenti erano Garris stesso, John Carpenter, Larry Cohen, Don Coscarelli, Joe Dante, Guillermo del Toro, Stuart Gordon, Tobe Hooper, John Landis, William Malone e Dario Argento. La cena fu un'esperienza estremamente soddisfacente per i registi: una buona notte di cameratismo, umorismo e ammirazione reciproca per i lavori di ognuno. Del Toro coniò il nome del gruppo quando, ad una signora celebrante il compleanno nello stesso ristorante, disse che i "maestri dell'orrore" (masters of horror) le facevano gli auguri.
Successivamente Garris organizzò cene regolari con il gruppo, alle quali invitò anche altri registi del genere, tra cui Eli Roth, David Cronenberg, Lucky McKee, Tim Sullivan, Wes Craven, Joe Lynch, William Lustig, Ernest Dickerson, Kat O'Shea, Robert Rodriguez, James Gunn, John McNaughton, Mary Lambert, Tom Holland, Peter Medak, Lloyd Kaufman ed altri.
Nel 2005 Garris ideò e produsse una serie televisiva a programmazione antologica, con episodi scritti e diretti da molti dei "maestri", che fece il suo debutto sul canale televisivo statunitense Showtime. In molti paesi esteri gli episodi sono stati distribuiti nei cinema.
La serie debuttò negli Stati Uniti, con un eccellente responso della critica, il 28 ottobre 2005 con l'episodio Panico sulla montagna (Incident On and Off a Mountain Road), scritto e diretto da Don Coscarelli. Nuovi episodi furono trasmessi ogni venerdì alle 22:00 nel corso delle due stagioni della serie.
Lo show seguiva un formato antologico, con ciascun episodio auto-conclusivo diretto da un rinomato regista del genere horror.

## Episodi
| Stagione         | Episodi | Prima TV originale | Prima TV Italia |
| ---------------- | ------- | ------------------ | --------------- |
| Prima stagione   | 13      | 2005-2006          | 2007            |
| Seconda stagione | 13      | 2006-2007          | 2008            |

La terza stagione, dopo essere stata annunciata, è stata definitivamente annullata a causa di un accorpamento tra case di produzione che hanno cancellato i progetti precedentemente stabiliti.

## Interpreti principali
- Bree Turner: Ellen
- Fairuza Balk: Stacia
- Lori Petty: Juditth

## Serie collegate

### Fear Itself
Il creatore della serie, Mick Garris, ha dichiarato che Showtime optò per non produrre una terza stagione e che gli studi della Lionsgate avevano iniziato a finanziare la serie. Il 25 settembre 2007 The Hollywood Reporter annunciò che Mick Garris e la Lionsgate avevano firmato un accordo per 13 episodi con la NBC. Invece di produrre una terza stagione dello show, però, ne è stato creato uno nuovo, Fear Itself, basato sulla stessa premessa di Masters of Horror. Lo show ha debuttato sulla NBC nell'estate del 2008 ma, a causa dei bassi ascolti, è stato sospeso dalla programmazione dopo 9 episodi. I rimanenti 4 episodi sono stati trasmessi solo su reti estere, rimanendo inediti sul mercato televisivo statunitense.

### Masters of Science Fiction
Nel 2006 i network ABC e IDT annunciarono la produzione di Masters of Science Fiction, una nuova serie antologica ideata dagli stessi produttori di Masters of Horror. Furono realizzati sei episodi, la cui trasmissione iniziò il 4 agosto 2007. Si trattava degli adattamenti di storie scritte da John Kessel, Robert A. Heinlein, Jonathan Fast e Walter Mosley. Jonathan Frakes ha diretto un episodio tratto da un racconto di Harland Ellison. Gli ultimi 2 episodi (Watchbird e Little Brother) non sono stati trasmessi, a causa dei bassi risultati in termini d'ascolto dei primi quattro. Sono stati tuttavia poi trasmessi in Canada e nel Regno Unito.